# النساء يعترفن سرا (مسلسل)
النساء يعترفن سرا هو مسلسل تلفزيوني درامي مصري عُرض أول مرة سنة 1980، بطولة صلاح ذو الفقار، ليلى فوزي، من تأليف منى نور الدين، وإخراج حسن سيف الدين، وإنتاج شركة صوت القاهرة للصوتيات والمرئيات.

## ملخص القصة
تتناول أحداث المسلسل في إطار درامي حول الدكتور "منير عزمي" (صلاح ذو الفقار) الذي يقع في حب "نور" (ليلي فوزي) وهي أم منشغلة في تربية أبنائها بعد وفاة زوجها، وتبادله الحب. هل من حقها أن تتزوج أم تكتفي بالحياة من أجل أولادها.

## طاقم التمثيل
- صلاح ذو الفقار
- ليلى فوزي
- يوسف شعبان
- هدى رمزي
- جميل راتب
- شيرين
- سعيد عبد الغني
- عايدة رياض
- حمدي حافظ
- إنعام سالوسة
- عفاف رشاد
- أحمد ماهر

## وصلات خارجية
- النساء يعترفن سرا على موقع قاعدة بيانات الأفلام العربية